# 벽에도 귀가 있다
벽에도 귀가 있다(일본어: 壁に耳あり)는 일본의 도시전설의 하나이다. 한국어 속담 ‘낮말은 새가 듣고, 밤말은 쥐가 듣는다’에 해당하는 내용이다.영어로는 walls has ears

## 줄거리
어느 의과대학에서 해부학 실습이 진행 중이다. 실습에 질린 의대생이 시체의 귀를 잘라내 벽에 붙이고는 “벽에도 귀가 있군”이라고 말하면서 히죽거렸다. 그 후에 이 의대생은 처신이 바르지 못하다하여 퇴학 처분을 받았다는 이야기이다.
이야기에 따라서는 이 의대생이 현재 유명인사인 아무개라는 내용도 있다. 양손에 꽃 등이 있다. 이 일화는 많은 일본의 의대생들에게 전승되어 내려오는 이야기이지만, 진위는 확실치 않다.
만화 소년탐정 김전일(일본어: 金田一少年の事件簿)에서 애장판 20권의 마견숲의 살인에서“이 벽에도 귀가 있다”를 실제로 옮기는 씬이 있다. 일부에서는 이 에피소드를 가리켜 소문의 발단이라고 하지만, 이 연재가 시작되기 전인 1980년대에 이미 이 이야기가 있었음이 알려졌다.

## 같이 보기
- 룸메이트의 죽음